# Pughish
Pughish är ett musikalbum av Pugh Rogefeldt släppt 1970 på skivbolaget Metronome, inspelat i april och maj 1970. Det här var hans andra album. Förutom Rogefeldt, som sjunger och spelar gitarr på skivan, medverkar Jojje Wadenius på gitarr och bas och Janne Carlsson på trummor.
Albumet producerades av Anders Burman och ljudtekniker var Michael B. Tretow. Albumet designades av Stig Söderqvist och omslagsfotot togs av Torbjörn Calvero.
Pughish är antagligen Rogefeldts mest experimentella och progressiva skiva. Startar albumet gör den milt psykedeliska "Stinsen i Bro" och följer den gör "Aindto" som påminner lite om dadaistiska dikter. "Föräldralåten", som blandade engelska och svenska i texten, var första låten på B-sidan och var en Tio i topp-hit. 
Producenten Burman uppmanade Rogefeldt att leka med språket när han skrev sina texter. Burman gjorde detta så ivrigt att Rogefeldt fick svårt att skriva och som en följd av detta skrev han två låtar på ett rent nonsensspråk, "pughish". En av låtarna var nämnda "Stinsen i Bro", vars refräng lyder: "Swan tiamon/sene koa loa ness/Ban tiamon/wene sia bia less/Skrea peon kola loa tess".
Albumet gavs ut på CD 2004 i en ommastrad version.
Skivan är en av titlarna i boken Tusen svenska klassiker (2009).

## Låtlista
Alla låtar skrivna av Pugh Rogefeldt.
Sida A
1. "Stinsen i Bro" - 9:55
2. "Aindto" - 6:34

Sida B
1. "Föräldralåten" - 3:33
2. "Klöver Linda" - 4:49
3. "Om du vill ha mej" - 3:34
4. "Sail with Me, Come on and Try - I Love You" - 2:35

## Medverkande
- Anders Burman – producent
- Janne "Loffe" Carlsson – trummor
- Torbjörn Calvero – foto
- Pugh Rogefeldt – sång, gitarr
- Stig Söderqvist – design
- Michael B. Tretow – ljudtekniker
- Jojje Wadenius – gitarr, elbas

### Fotnoter
1. 1 2 3  ”Pughish”. Discogs.com. http://www.discogs.com/Pugh-Rogefeldt-Pughish/release/2022448. Läst 29 januari 2013.
2. 1 2  Gradvall et al (2009), #287
3. ↑  ”Pughish”. Svensk mediedatabas. http://smdb.kb.se/catalog/search?q=pughish&x=0&y=0. Läst 29 januari 2013.